# Óscar Hahn
Óscar Arturo Hahn Garcés (Iquique, 5 juillet 1938) est un poète, essayiste et critique littéraire chilien, prix national de littérature 2012.

## Biographie
Fils de Ralph Hahn Valdés et Enriqueta Garcés Sánchez, il a perdu à son père très tôt : il avait à peine quatre ans lorsque celui-ci est mort, le 28 mars 1943.
Ses premiers pas dans la poésie remontent à son adolescence à Rancagua. Il a publié son premier livre, Cette rose noire, en 1961.
Hahn a étudié au collège Salesiano Don Bosco et au lycée pour garçons d'Iquique, ville dans laquelle il a habité jusqu'à ses treize ans ; il a continué sa scolarité à Valdivia et au lycée Óscar Castro de Rancagua.
Il a ensuite étudié à l'Université du Chili à Arica (actuelle Université de Tarapacá), où il a obtenu son diplôme de castillan. À l'age de vingt et un ans, il obtient son premier prix, qui sera suivi de nombreux autres.
En 1971, dans le cadre du programme international d'écrivains, il se rend dans l'Iowa, où il obtient sa maîtrise de littérature. Il rentre au Chili deux ans plus tard et enseigne brièvement dans son université d'origine ; après le coup d'État militaire du 11 septembre 1973, il est enfermé dans la prison d'Arica, expérience que relatera plus tard l'écrivain Jorge Edwards dans son roman La Femme imaginaire.
Lorsqu'il recouvre la liberté, il se réfugie dans la maison de la famille de son beau-père, à Los Vilos ; c'est là qu'il postule pour un doctorat à l'Université de Maryland. Il va y résider jusqu'en 1977, puis devient professeur de littérature hispanique à l'Université d'Iowa, où il réside jusqu'en 2008. De 1978 à 1988, il a participé à la rédaction du Handbook of Latin American Studies de la Bibliothèque du Congrès des États-Unis.
En 2011, il devient membre correspondant de l'Académie Chilienne, pour les États-Unis ; il est membre du conseil de la Fondation Vicente Huidobro.
Mal d'amour, publié en Chili en 1981, est l'unique ouvrage poétique interdit par la dictature militaire après son impression et sa distribution. Selon The Washington Post, « un des poèmes avait un vers qui, par décision du gouvernement, était considéré comme irrespectueux envers la Vierge Marie, et l'éditeur a été notifié de qu'il ne pourrait distribuer le livre ». Hahn a toujours considéré cette censure comme inexplicable. « Les journalistes me demandent toujours quelle a été la raison de l'interdiction et je l'ignore, cela est un mystère, en fait ce n'est pas un livre politique, ce livre n'a pas absolument rien à voir avec politique », déclare Hahn en 2012.
Le 3 septembre 2012, ses plus de cinquante années de trajectoire poétique « à tonalité existentielle aussi bien que romantique », ont été couronnés par le Prix national de littérature,.
Il a été traduit en différentes langues, particulièrement en anglais et en allemand.

## Œuvres

### Poésie
- 1961 - Esta rosa negra, Alerce (Société des écrivains du Chili)
- 1965 - Suma poética
- 1967 - Agua final, Lima: Ediciones de La Rama Florida
- 1977 - Arte de morir, Hispamérica, Buenos Aires, (réédité chez Nascimento, Santiago, 1979; puis chez Rurai, Lima, 1981; puis par le Latin American Literary Review Press, Pittsburgh, 1987; puis par LOM, Santiago, 2000)
- 1981 - Mal de amor, Ediciones Ganymedes, Santiago; illustrations de Mario Toral (réédité chez LOM en 1995 & 2007)
- 1983 - Imágenes nucleares
- 1984 - Flor de enamorados, F. Zegers, Santiago (2e édition corrigée: LOM, Santiago, 1997; collection Palimpsesto, Carmona, Sevilla, 2007)
- 1988 - Estrellas fijas en un cielo blanco, Editorial Universitaria, Santiago; avec des dessins de Roser Bru. (réédité chez Melón editora en 2013 à Buenos Aires)
- 1992 - Tratado de sortilegios, Hiperión, Madrid
- 1995 - Versos robados, Visor, Madrid (LOM, Santiago, 2004)
- 1996 - Antología virtual, Fondo de Cultura Económica, Santiago; avec un prologue de Jorge Edwards
- 1998 - Antología retroactiva, Monte Ávila Editores Latinoamericana, Caracas
- 2001 - Poemas de amor, LOM, Santiago
- 2002 - Apariciones profanas, LOM, Santiago, 2002 / Hiperión, Madrid, 2002
- 2003 - Obras selectas, Andrés Bello, Santiago
- 2005 - Sin cuenta, anthologie, LOM, Santiago
- 2006 - Obra poética, Andrés Bello, Santiago
- 2006 - En un abrir y cerrar de ojos, Visor Libros, Madrid, traduit en français (voir plus bas)
- 2007 - Hotel de las nostalgias, anthologie, Lima: Lustra editores
- 2008 - Poemas de la era nuclear, anthologie (1961-2008), Madrid: Bartleby Editores; avec un prologue d'Alexandra Domínguez
- 2008 - Pena de vida, LOM, Santiago
- 2009 - Señales de vida, anthologie, México, Fondo de Cultura Económica
- 2009 - Archivo expiatorio. Poesías completas 1961-2009, Madrid, Visor Libros
- 2010 - Poemas sin fronteras, anthologie, Santiago: Editorial Pfeiffer, Colección 33
- 2011 - La primera oscuridad, Fondo de Cultura Económica
- 2011 - Esta rosa negra y otros poemas, Editorial Pfeiffer; avec un prologue de Ernesto Pfeiffer (réédition du recueil de 1961, augmentée de 27 textes postérieurs, datés de 1967 à 2011)
- 2011 - Todas las cosas se deslizan, anthologie, Publicaciones Cultura, Santiago; 81 poèmes de 1961 à 2011, présentés et sélectionnés par Pedro Lastra
- 2012 - No hay amor como esta herida, anthologie érotique ; Tajamar Editores, Santiago
- 2012 - La suprema soledad, Mago Editores
- 2012 - Poesía completa (1961-2012), introduction de Adriana Valdés ; en manière de psotface, un entretien avec le poète et critique espagnol Francisco José Cruz; LOM, Santiago
- 2014 - Trilogía de amor, anthologie illustrée par des dessins Gustav Klimt comprenant Mal de amor (1981), Flor de enamorados (1987) et No hay amor como esta herida (2012); Catalonia, Santiago
- 2015 - Los espejos comunicantes, Visor / Fundación Loewe, Madrid
- 2016 - Poesía fundamental, poèmes présentés et sélectionnés par Camilo Marks; editorial de la Universidad de Talca, 2016

#### Traductions françaises
- Óscar Hahn (trad. de l'espagnol par Josiane Gourinchas, préf. Josiane Gourinchas, postface sous forme d'entretien de la traductrice avec l'auteur), Peine de vie et autres poèmes, Devesset, Cheyne, coll. « D’une voix l’autre », 2016, 144 p., 145 × 225 mm, broché (ISBN 978-2-84116-231-4, BNF 45144039, présentation en ligne).
- Óscar Hahn (trad. de l'espagnol par Patricio Garcia et Émilie Grosset), En un clin d'œil [« En un abrir y cerrar de ojos »], Paris, L'Harmattan, coll. « Accent tonique », 4 avril 2017, 77 p., 135 × 215 mm, broché (ISBN 978-2-343-11431-6, BNF 45257287, présentation en ligne).
- Óscar Hahn (trad. de l'espagnol par Josiane Gourinchas, préf. Mario Meléndez), Mal d'amour, Le Temps des Cerises, coll. « Les bilingues - Poésie », 2022, 140 p., 12 × 17 cm, broché (ISBN 978-2-37071-236-3, présentation en ligne).

### Essais et autres publications
- 1978 - El cuento fantástico hispanoamericano en el siglo XIX, Premia Editora, México
- 1984 - Texto sobre texto, Universidad Nacional Autónoma de México, Coordinación de Humanidades, México
- 1998 - Vicente Huidobro o el atentado celeste, LOM, Santiago
- 1998 - Fundadores del cuento fantástico hispanoamericano, Andrés Bello, Santiago
- 2001 - Magias de la escritura, Andrés Bello, Santiago
- 2013 - Pequeña biblioteca nocturna, más de 60 textos publicados en diferentes medios en los últimos cinco años anteriores a esta recopilación; Fondo de Cultura Económica, Santiago[6]
- 2017 - Retrato hablado, conversations avec Mario Meléndez; Fondo de Cultura Económica, Santiago[7]
- 2018 - Palabras sin fronteras, Tajamar Editores, Santiago[8]